# Château de Seraing
Le château de Seraing, également appelé palais d'été des princes-évêques ou Château Cockerill est un château situé sur les rives de la Meuse dans la ville belge de Seraing. Le bâtiment était jusqu'au XVIIIe siècle la résidence des princes-évêques de Liège, près de la capitale de la principauté de Liège. Après la sécularisation de la principauté, le château est devenu le siège du producteur sidérurgique John Cockerill.

## Histoire
On ne sait pas depuis quand le château sert de résidence d'été aux princes-évêques de Liège. Le choix de Seraing fut peut-être dictée par l'emplacement au milieu des zones boisées de chasse, la proximité de l'abbaye du Val-Saint-Lambert ou encore sa facilité d'accès (par bateau via la Meuse). Au XVIIe siècle, cette retraite est devenue un palais important avec une aile classique face à la Meuse, une église et des jardins à la française.

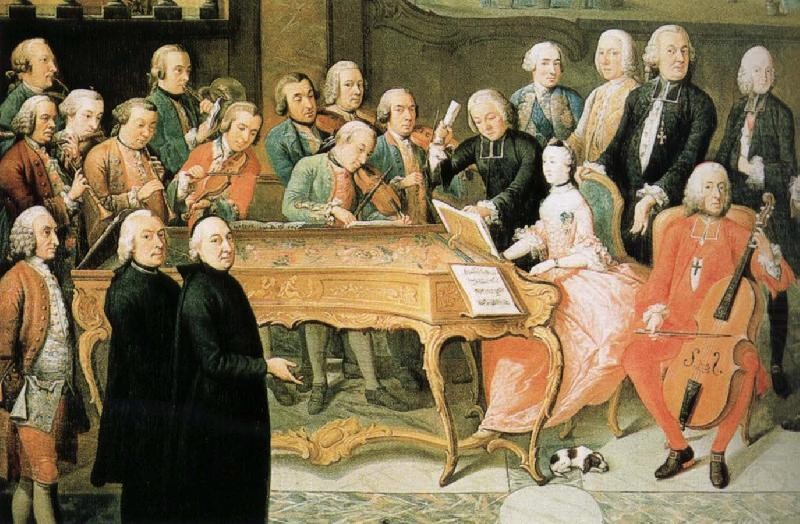
Un concert au palais de Seraing (avec le prince-évêque Jean-Théodore de Bavière au violoncelle) de Paul-Joseph Delcloche c. 1755

Vers le milieu du XVIIIe siècle, le richissime Jean-Théodore de Bavière (non seulement prince-évêque de Liège mais aussi prince-évêque de Ratisbonne et archevêque de Munich et Freising) décida de renouveler et d'élargir la résidence. Il confia ce travail aux architectes liégeois Jacques-Barthélemy Renoz et Etienne Fayen.
La révolution liégeoise et l'incorporation à la France en 1795 marquent la fin définitive de la principauté de Liège et la longue lignée des princes-évêques qui a gouverné le pays depuis le Xe siècle. Le palais d'été de Seraing, comme le palais des princes-évêques de Liège, est nationalisé par la Première République française. Après un certain temps, après avoir servi d'hôpital militaire pour les troupes napoléoniennes et de poudrerie, il devient le siège de la sénatorerie du département de l'Ourte. En 1815, le roi Guillaume Ier des Pays-Bas devient propriétaire du château et ses terres.
Guillaume Ier vend le château en 1817 aux frères d'origine britannique James et John Cockerill, en 1823 John Cockerill en devient l'unique propriétaire. Après plusieurs acquisitions Cockerill-Sambre fait maintenant partie du groupe ArcelorMittal, le plus grand producteur d'acier au monde. L'ancienne résidence d'été des princes-évêques appartient aujourd'hui au groupe Cockerill Maintenance & Ingénierie, racheté par des investisseurs privés à Usinor en 2002.
Dans les années 2010, CMI restaure le château dans son ensemble et notamment la grande galerie, la façade ouest du château et de la zone située sous porche, les salons du conseil, 1900, Cockerill et Beckers, le hall d’honneur et la cour d’honneur,.

## Description
Le château est situé face à la Meuse et est entouré de voies de circulation et de zones industrielles. Le quartier est en pleine mutation comme en témoigne la transformation de la place Kuborn. Le bâtiment principal est construit dans le style typique de l'architecture baroque mosan. Certaines parties du complexe font partie du patrimoine culturel de la Wallonie et plus particulièrement les façades et les toits du bâtiment principal du XVIIIe siècle et les bâtiments autour de la cour d'honneur. En dépit de cette protection, le pavillon du XIXe siècle situé à l'angle nord-ouest est remodelé en profondeur pour accueillir un restaurant et une salle de jeux. L'église baroque qui a encore une fonction religieuse est plus ancienne et a été restaurée. À côté de l'église se dresse la cité administrative inaugurée en 2016.
Certaines parties intérieurs du château de Seraing sont également classées, à savoir le hall et l'escalier à l'extrémité est de l'aile nord, le bureau du Président du Conseil d'Administration au rez-de-chaussée, la salle à manger et l'aile centrale au 1er étage et la salle du Conseil d'Administration.

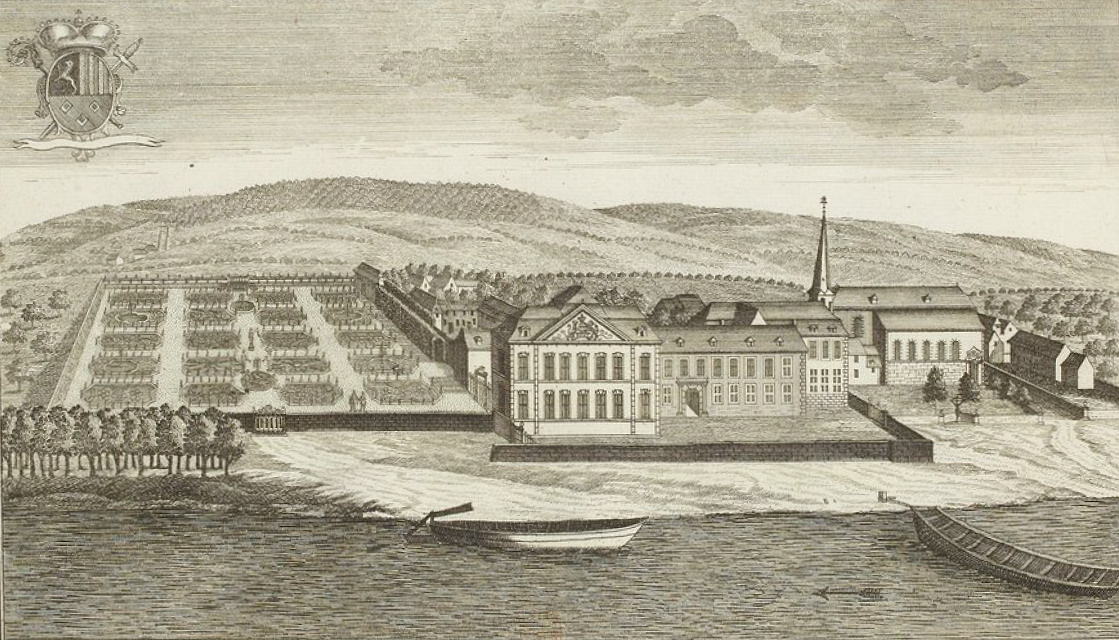
Le château de Seraing vers la fin du XVIIIe siècle
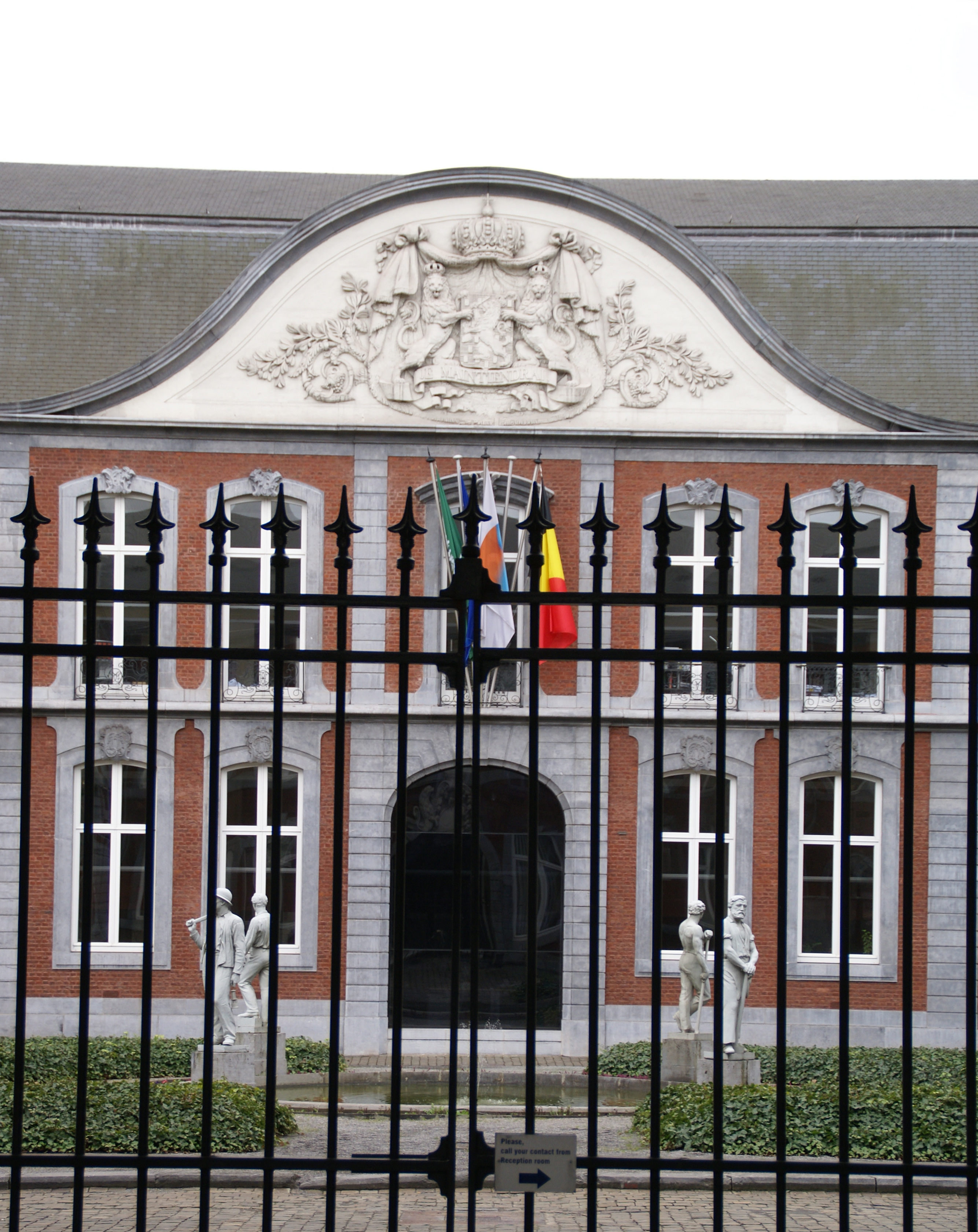
Côté cour
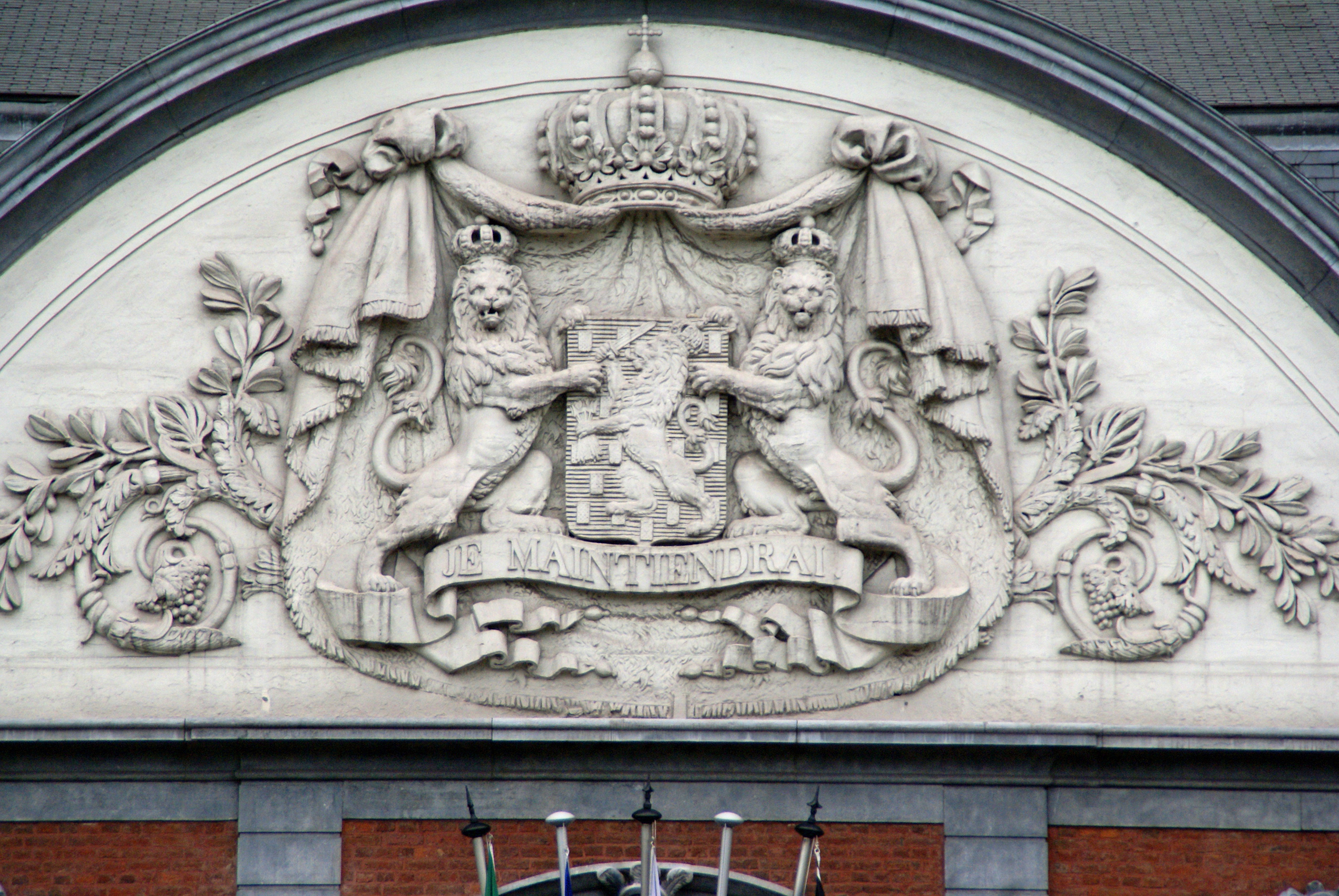
Fronton côté cour
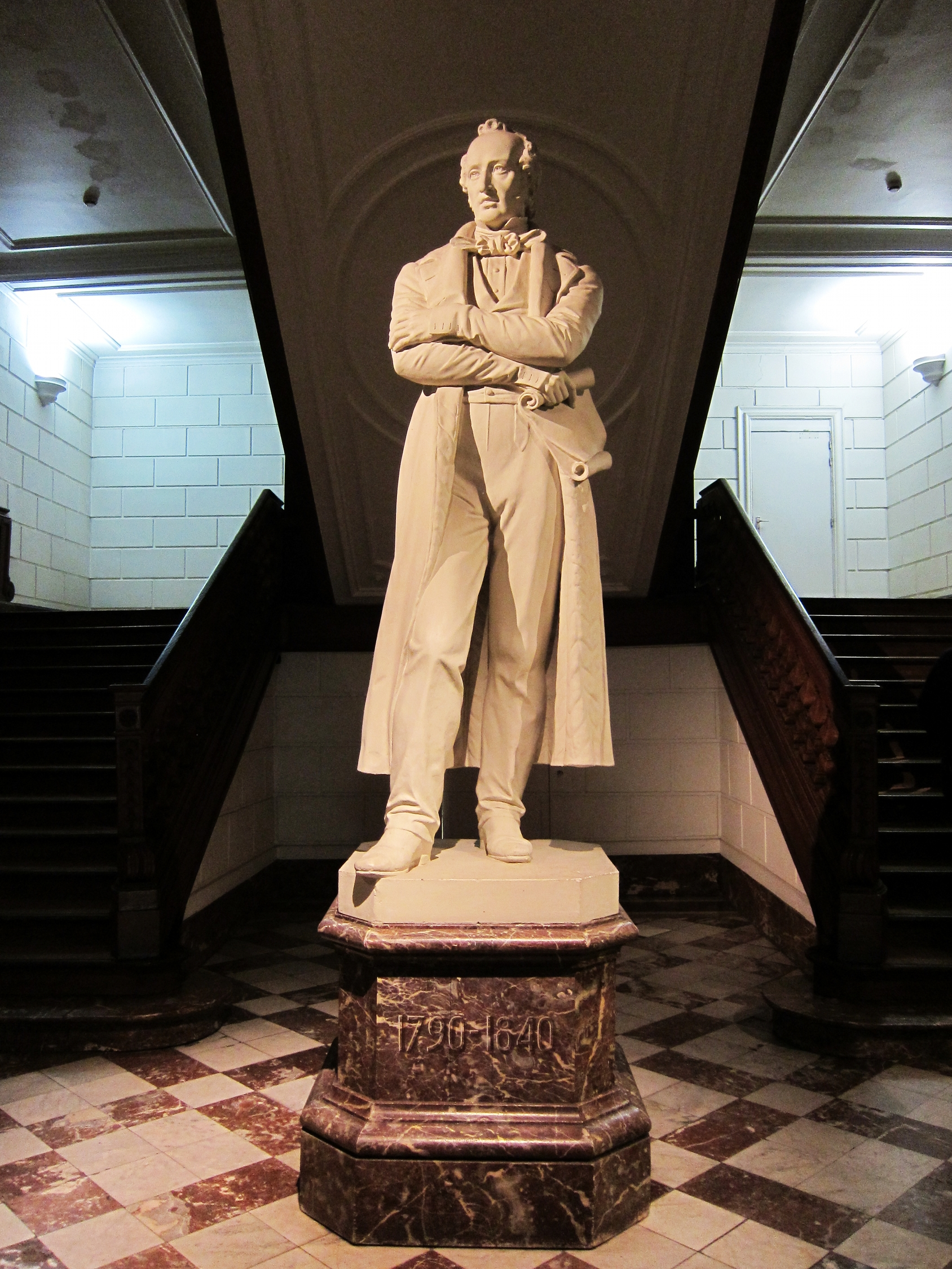
Statue de John Cockerill
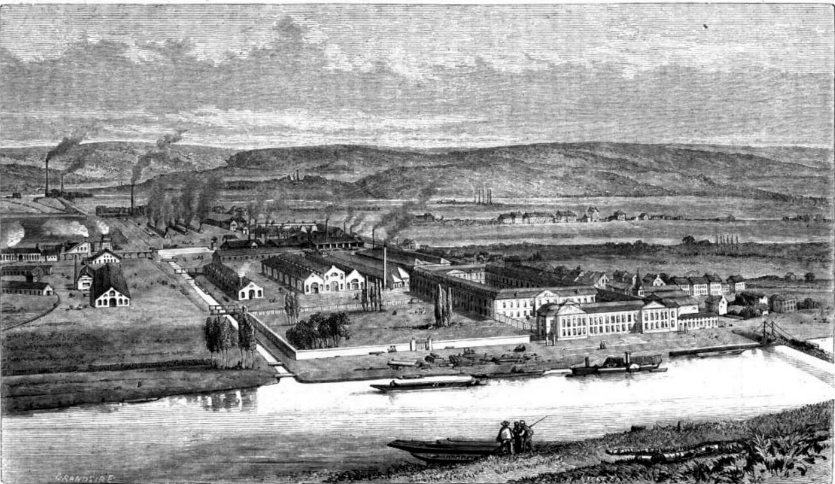
Établissements de John Cockerill au XIXe siècle